# ماساتو يوشيهارا
ماساتو يوشيهارا (باليابانية: 吉原 正人) (27 أكتوبر 1991 في فوكوكا في اليابان – )؛ هو لاعب كرة قدم ياباني سابق كان يلعب كمهاجم.

## وصلات خارجية
- ماساتو يوشيهارا على موقع رابطة كرة القدم اليابانية للمحترفين (اليابانية)
- ماساتو يوشيهارا على موقع قاعدة بيانات كرة القدم.إي يو (الإنجليزية)
- ماساتو يوشيهارا على موقع Soccerway.com (الإنجليزية)
- ماساتو يوشيهارا على موقع عالم كرة القدم.نت (الإنجليزية)
- ماساتو يوشيهارا على موقع كووورة